# Vlajka Doněcké oblasti

Vlajka Doněcké oblasti
Poměr stran 2:3

Vlajka Doněcké oblasti, jedné z oblastí Ukrajiny, je tvořena listem o poměru stran 2:3 rozděleným na dvě pole. V horním modrém poli se nachází žluté, vycházející slunce s 12 paprsky, v dolním, černém pět seshora postupně se zmenšujících žlutých oválů, představující odlesk slunce.
Žlutá barva má symbolizovat jak barvu Slunce, tak i stepní regiony oblasti. Samotný východ Slunce je paralelou pro oblast Východu Ukrajiny. Černá symbolizuje uhlí, které se v oblasti hojně vyskytuje, či noční Azovské moře.

## Historie

### Vlajka DKSR
Během Říjnové revoluce se na území dnešní Doněcké oblasti vytvořil odtrhnutím od tehdejší Ukrajiny krátkotrvající státní útvar Doněcko-krivorožská sovětská republika zaujímající části Jekatěrinoslavské a Charkovské gubernie. Tento státní útvar používal klasickou sovětskou rudou vlajku, nicméně v některých zdrojích se též objevuje varianta vlajky s trikolorou znaku města Bachmut v kantonu.

Vlajka Doněcko-krivorožské sovětské republiky (1918)
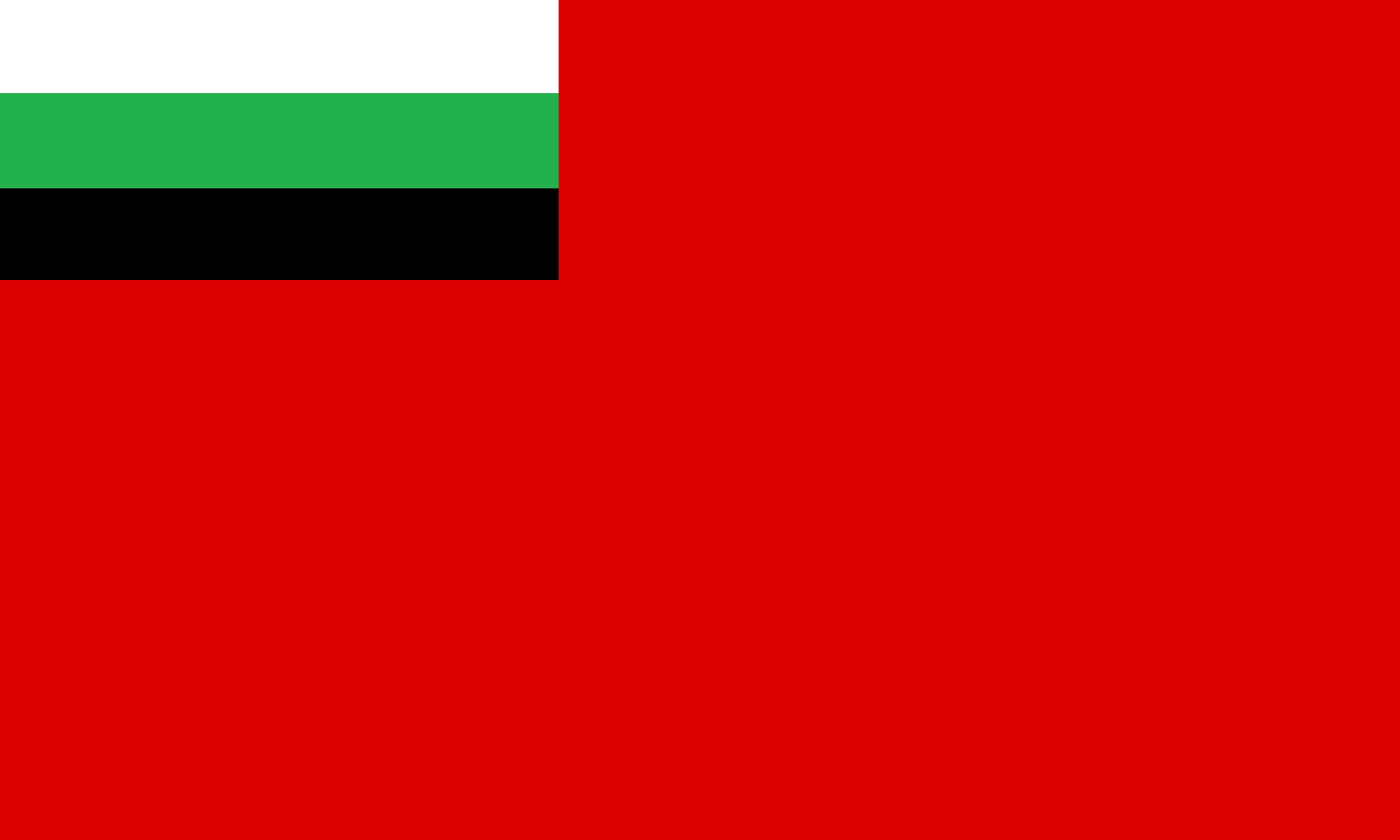
Varianta vlajky objevující se v některých zdrojích

### Doněcká oblast
Doněcká oblast vznikla 2. července 1932.
Soutěž na oblastní vlajku byla vyhlášena 29. června 1999 tehdejším guvernérem oblasti Viktorem Janukovyčem. Z asi 200 celkových návrhů byl vybrán návrh č. 98 doněcké umělkyně Niny Ščerbakové a následně byl 17. srpna 1999 schválen.

### Ruská okupace Doněcké oblasti
Vzhledem k válce na východní Ukrajině a vzniku de facto státu DLR přijala tato separatistická republika vlastní podobu vlajky. Od vyhlášení státu se vystřídalo několik variant vlajky, vždy obsahující tři horizontální pruhy – černý, modrý a červený – a znak oblasti s dvouhlavým orlem a archandělem Michaelem v centru. V roce 2018 adoptovali separatisté novou vlajku, tentokrát již bez znaku, pouze s trikolorou.

30. září 2022 se při podepsání dekretu o připojení dobytých ukrajinských oblastí ruským prezidentem Vladimirem Putinem objevila stejná verze vlajky, jako z roku 2018.

Vlajka Doněcké lidové republiky (2014–2018) Poměr stran 2:3
Vlajka Doněcké lidové republiky a Doněcké oblasti pod ruskou správou (od 2018) Poměr stran 2:3

## Vlajky rajónů oblasti
Na základě administrativně-teritoriální reformy z 18. července 2020 se Doněcká oblast de iure dělí na 8 rajónů, přičemž vlastní vlajku užívají tři z nich (některé rajóny jsou navíc pod kontrolou doněckých separatistů).

Bachmutský rajón Poměr stran 2:3
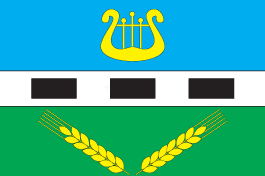
Pokrovský rajón Poměr stran 2:3
Volnovašský rajón Poměr stran 2:3

## Použití vlajky ve vlajkách měst
Zajímavostí vlajky oblasti je také fakt, že dvě města nacházející se v oblasti používají vlajku jakožto symbol v kantonu vlastních vlajek:

Šachtarsk Poměr stran 2:3
Makijivka Poměr stran 2:3